# 海港 (クロード・ロランの絵画)
『海港』（かいこう、仏: Un port maritime、英: A Seaport）は、17世紀フランスの画家クロード・ロランが1644年にキャンバス上に油彩で制作した風景画で、彼が数多く手がけた海港を表す絵画のうちの1点である。前景左手の石板に画家の署名と制作年が記されている。作品は1824年にジョン・ジュリアス・アンガースタインのコレクションの遺言執行人から購入されて以来、ナショナル・ギャラリー (ロンドン) に所蔵されている。

## 作品
画面手前の岸辺には、同時代の服装を身に着けた様々な身分の人々が描き込まれ、左手に立ち並んでいる古典的な建築と、右手に停泊している大きな船に挟まれて、中央部分のみが遠く水平線まで開けている。この暖かく静かな場面は陽光に浸されている。太陽は空の低いところにあり、海上の波をきらめかせ、空に浮かぶ雲を薄いバラ色に染めている。左側の建物の時計は夕方の5時であることを示している。しかし、季節的に日没時には早すぎることから、早朝の風景である可能性も指摘されている。
時計の上に、そして右側の船の旗にも微かに見えるユリの紋章はフランス王家のものであり、本作がフランス人の依頼者のために描かれたことを示唆する。その依頼者はおそらく、赤い外套を纏い、剣を手にして船の一番近いところに立っている人物であろう。左側にいる身なりのよい人々が会話をしている一方で、ほかの人々は働いている。彼らは人々を大きな船に運んだり、小舟を係留させたりしている。画面中央右寄りの音楽家が自身のリュートの側に座り、隣の女性と子供が港に集まっている人々を見ている。

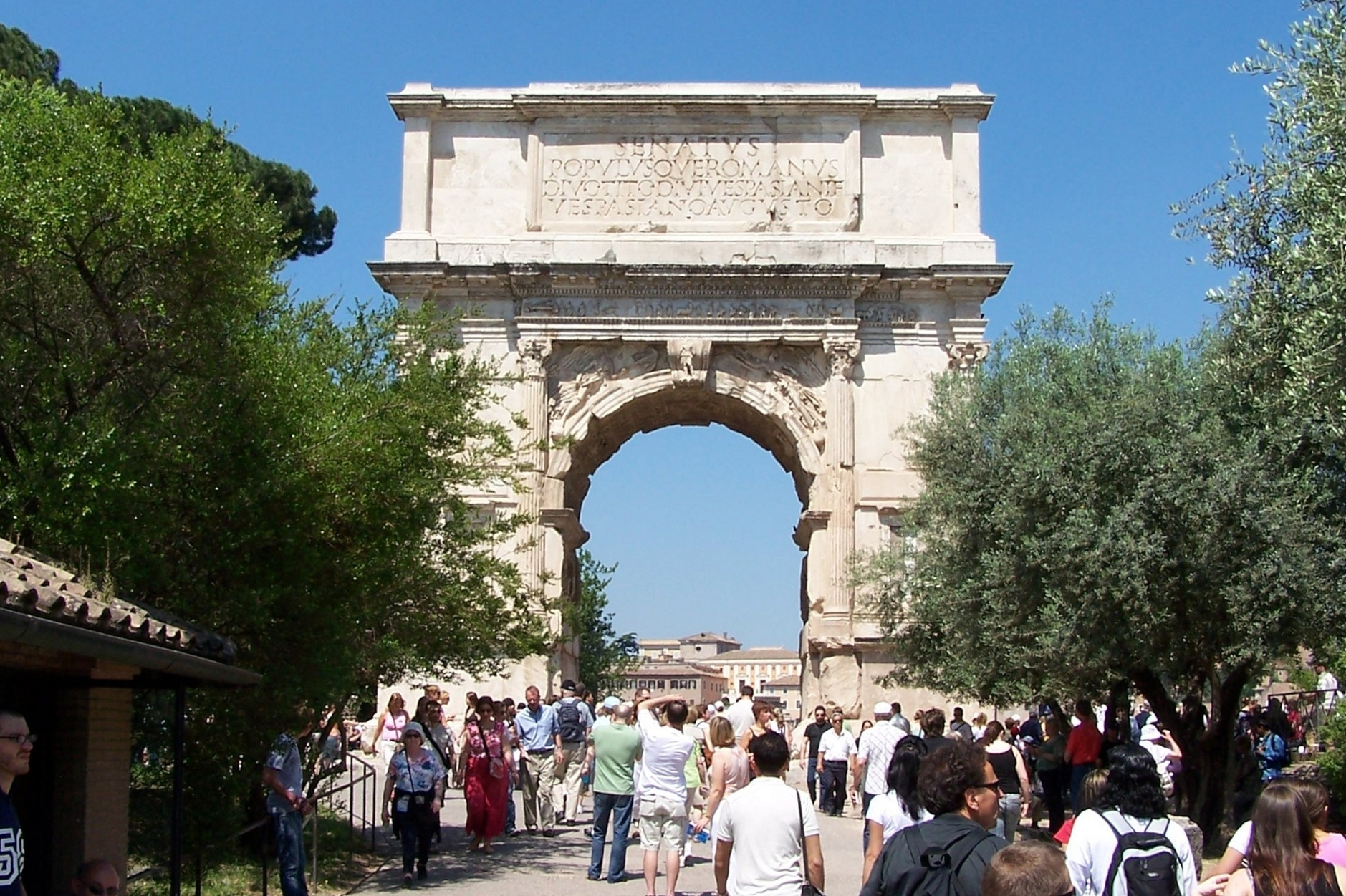
ティトゥスの凱旋門、ローマ

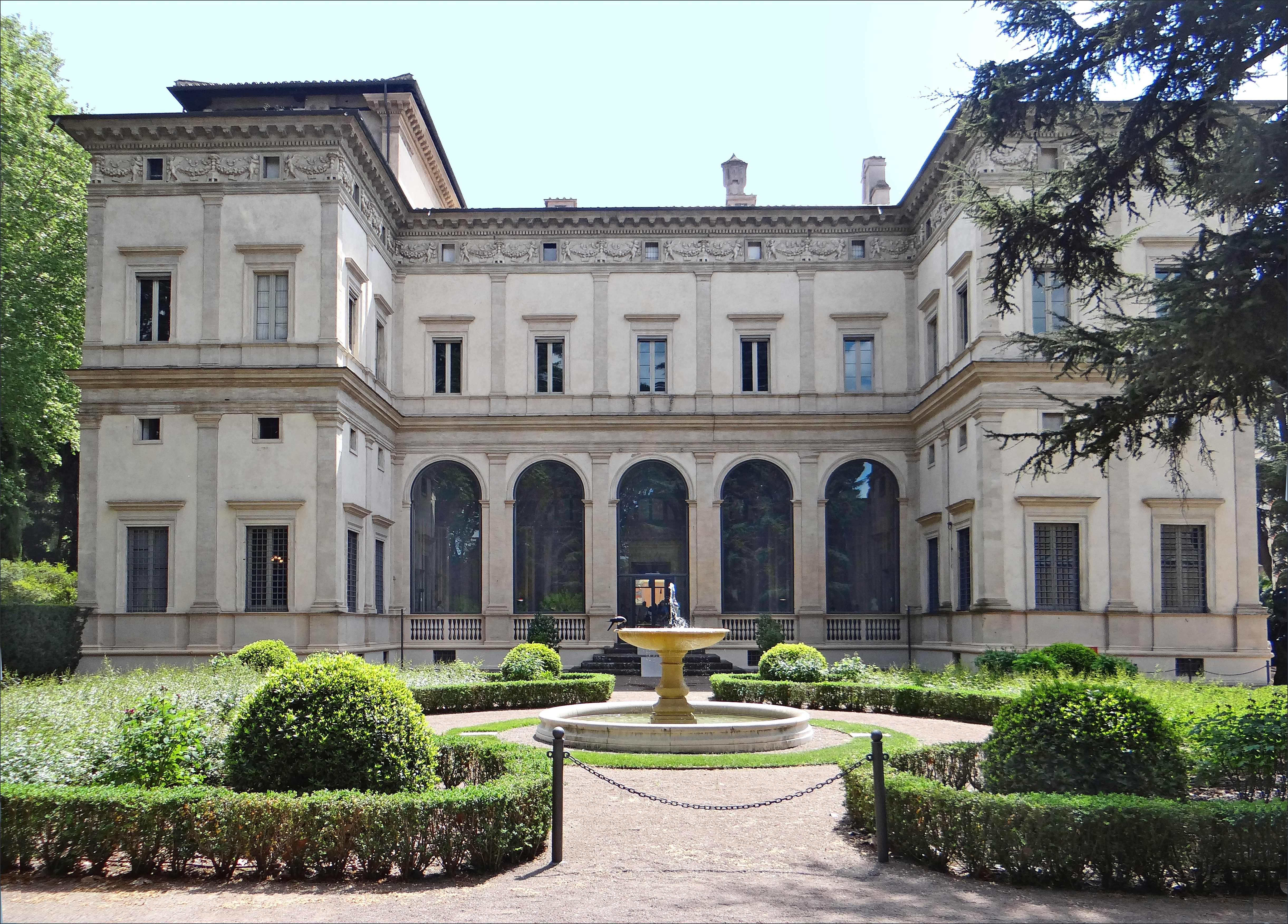
ヴィッラ・ファルネジーナ、ローマ

この場面は空想上のものである。しかし、建築物は16世紀のローマにあったものにもとづいている。左手前の建物 (二階の手すりの角には、現在ウフィツィ美術館にある『メディチのヴィーナス』の像が据えられている) はサンタ・マリア・ディ・ロレート聖堂とファルネーゼ庭園の入り口を、その向こうに画面と平行に立っている門はティトゥスの凱旋門を、そして一番遠景にある建物はヴィッラ・ファルネジーナとパラッツォ・セナトーリオをもとに、様々な部分を自由に組み合わせたり、改変を加えたりしている。

クロード・ロラン『日没の海港』 (1639年)、ルーヴル美術館、パリ

本作と同様の構図は『日没の港』 (ルーヴル美術館、パリ) を初め、クロードが手掛けたほかの複数の絵画においても見られる。このように類似した絵画が多く存在することは当時のクロードの人気を物語る一方、個々の絵画の同定を難しくしている。本作は、クロードが自身の絵画を素描で記録した『真実の書』 (大英博物館、ロンドン) 中の第43番の素描に相当するとされ、その素描の書き込みから本来の依頼者はアンジェロ・ジオーリ枢機卿であったと考えられる。しかし、枢機卿の求めで制作されたものにもとづき、上記のようにフランスの依頼者のために改めて描かれたのではないかという推測がなされている。